# Hamasien
Hamasien (en ge'ez: ሓማሴን) era una antigua provincia de Eritrea que incluía y rodeaba a la ciudad actual de Asmara. 
Tenía una población de unos 623.000 habitantes en 1984 y un área de 4.400 km2. En 1996 la provincia fue dividida y distribuida entre varias regiones modernas de Eritrea: Maekel, Debub, Mar Rojo Norte, Gash-Barka, y Anseba.
La población de Hamasien es predominantemente cristiana ortodoxa oriental y son miembros de la Iglesia ortodoxa eritrea, con una minoría significativa de comunidades de musulmanes sunitas y cristianos católicos y luteranos. Tradicionalmente ha sido el centro de la zona de Kebessa (las tierras altas de Eritrea), y en ella se alzaba el antiguo enclave real de Debarwa (la capital de Bahr Negus Yeshaq). 

## Historia
La antigua provincia de Hamasien fue el centro político y económico de Eritrea; a juzgar por las excavaciones en el área de Sembel en las afueras de Asmara, ha sido así desde al menos el siglo IX a. C. Se cree que la primera aparición sobreviviente del nombre "Hamasien" fue la región ḤMS²M, es decir, ḤMŠ, mencionada en una inscripción sabea del rey axumita Ezana. La región puede haber sido mencionada ya en la época del reino de Punt por registros del Antiguo Egipto como 'MSW (es decir, "Amasu"), una región de Punt.
Durante los siglos medievales tempranos, fue gobernado por los raesis de Hazega y Tseazega y los bahríes, haciendo su centro de administración en Debarwa. Según Francisco Álvares, escribiendo a principios del siglo XVI, los raesi de Tseazega (Habtesulus) habían podido recaudar impuestos al extender su autoridad casi hasta Suakin en el actual Sudán.
Hamasien aparece en mapas locales del norte del Cuerno de África en el siglo XV. Estuvo bajo el gobierno de Zarsanāy de Adal en el siglo XVI.
A pesar de las concesiones del Emperador de Etiopía para controlar el país de los bahríes durante las dinastías Zagüe y Salomónica, las Actas del Tribunal Permanente de los Pueblos de la Liga Internacional por los Derechos y la Liberación de los Pueblos de 1984 afirmarían que "no hubo ninguna administración que conectara a Hamasien y Serae con el centro del Reino de Etiopía. Con el declive de la importancia de Medri Bahri en los siglos XVII al XIX, la provincia disfrutó de un período de gobierno comunal bajo los consejos de los ancianos de la aldea, los llamados shimagile que hacían cumplir las leyes tradicionales que habían prevalecido únicamente en la región junto con la autoridad feudal desde la antigüedad. La región aparecía en los mapas europeos como 'República de Hamasien'. Tras la muerte del emperador Juan IV de Etiopía en la batalla de Gallabat, Hamasien fue ocupada por los italianos, que la incorporaron a su colonia de Eritrea y convirtieron una de sus aldeas, Asmara, en la capital de la colonia, condición que conserva hoy como capital nacional del soberano Estado de Eritrea.